# Centroclisis benadirensis
Centroclisis benadirensis är en insektsart som först beskrevs av Navás 1932.  Centroclisis benadirensis ingår i släktet Centroclisis och familjen myrlejonsländor. Inga underarter finns listade i Catalogue of Life.